# Brylluppet mellem prinsesse Madeleine af Sverige og Christopher O'Neill
Brylluppet mellem prinsesse Madeleine, hertuginde af Hälsingland og Gästrikland og den britisk-fødte amerikanske forretningsmand Christopher O'Neill fandt sted i Stockholm den 8. juni 2013.

## Baggrund
Prinsesse Madeleine er den anden datter og yngste barn af kong Carl XVI Gustaf og Dronning Silvia af Sverige. Hun er den fjerde i arvefølgen til den svenske trone. I 2009 blev hun forlovet med den svenske advokat Jonas Bergström, med hvem hun havde været i forhold siden 2002. Brylluppet blev sat til at finde sted i 2010, kort tid efter brylluppet mellem kronprinsesse Victoria og Daniel Westling. I april 2010 blev brylluppet dog aflyst og forlovelsen blev brudt. Madeleine flyttede efterfølgende til New York, hvor hun mødte den britisk-fødte finansmand Christopher O'Neill. Den første gang de dukkede op i offentligheden som et par var i januar 2011. Deres forlovelse blev annonceret den 25. oktober 2012.

## Vielsen
Ceremonien blev afholdt i Storkyrkan i Stockholm den 8. juni 2013. Lars-Göran Lönnermark,biskop i Skara, og Michael Bjerkhagen gennemførte ceremonien. SVT, TV4 og TV4 Nyheter sendte brylluppet live hele dagen for svenske seere. Madeleine bar en brudekjole designet af den italienske modedesigner Valentino Garavani.

## Efter vielsen
Efter vielsen blev skudt salut fra Skeppsholmen med 21 skud med fem sekunders mellemrum. Vielsen blev afholdt på både svensk og engelsk, og parret gav hinanden deres løfter på engelsk og svensk, og svarede dermed "Ja" og "I will." Efter at have taget billeder af bruden og gommen og deres familier, kørte Prinsesse Madeleine og Christopher O'Neill med hest og vogn langs en næsten to kilometer lang rute gennem det centrale Stockholm.
Ruten gik fra det kongelige palads til Riddarholmen via ekstern bakke til Evert Taube terrasse på Riddarholmen. Så trådte de ombord på S/S Stockholm sammen med de inviterede gæster, og sejlede sammen til Drottningholm Slot, hvor middag og bryllup blev afholdt. Forsvaret paraderede langs processionens ruten og ved ankomsten til Drottningholm.

## Titler og arv
Prinsesse Madeleine tog ikke efternavnet O'Neill og forblev i stedet uden et efternavn, hvorfor hun beholdte prædikatet "Kongelige Højhed". Christopher O'Neill ændrede ikke sit efternavn, i modsætning til sin svoger prins Daniel, kronprinsesse Victorias mand.
I maj 2013 meddelte Svante Lindqvist, at O'Neill havde bedt om ikke at blive tildelt en kongelig status og at han forbliver en privat borger. O'Neill ønskede, at beholde sine britiske og amerikanske statsborgerskaber samt hans forretningspartnere og hans stilling, som chef for forskning i et investeringsselskab i New York. Han skulle opgive både statsborgerskaber og erhverv for at blive medlem af den svenske kongefamilie. O'Neill bliver derfor ikke blive prins af Sverige eller hertug af Hälsingland og Gästrikland.
O'Neill er romersk-katolsk, og parret agter, at fortsætte med, at være bosat i New York efter deres bryllup, men deres børn bliver nødt til at opvokse i Sverige og som lutheranere, ligesom deres mor, for at få arverettigheder.

## Gæster

### Brudens familie
- Kongen og dronningen af Sverige, brudens forældre
  - Kronprinsessen og Hertugen af Västergötland , brudens søster og hendes mand
    - Prinsesse Estelle, brudens niece

  - Prins Carl Philip af Sverige, brudens bror
- Prinsesse Birgitta og prins Johann Georg af Hohenzollern, brudens faster og onkel
  - Prins Carl Christian og Prinsesse Nicole af Hohenzollern, brudens fætter og hans kone
    - Prins Nicolas of Hohenzollern, brudens fætter
- Prinsesse Margaretha, fru Ambler, brudens faster
- Prinsesse Désirée, baronesse Silfverschiöld og Baron Nils August Silfverschiöld, brudens faster og onkel
- Prinsesse Christina, fru Magnuson og hr. Tord Magnuson, brudens faster og onkel
- Grevinde Marianne Bernadotte af Wisborg, brudens grandtante
- Grevinde Gunnila Bernadotte af Wisborg, brudens grandtante
- Prinsesse Kristine Bernadotte, enke efter brudens tredje fætter

### Gommens familie
- Eva O'Neil, gommens mor
- Fru Tatjana d'Abo, gommens moders halvsøster
- Grevinde Natascha Abensberg-Traun, gommens moders halvsøster
- Stephanie O'Neil, gommens fædrene halvsøster
- Annalisa O'Neil, gommens fædrene halvsøster
- Karen O'Neil, gommens fædrene halvsøster

## Billeder
- Dronnning Silvia af Sverige og prins Carl Philip
- Kronprinsesse Victoria af Sverige, prinsesse Estelle af Sverige og prins Daniel af Sverige på vej i i kirken.
- Kronprinsesse Mette-Marit af Norge & Kronprins Haakon Magnus af Norge.
- Prinsesse Märtha Louise af Norge og Ari Behn.
- Kronprinsesse Mary & Kronprins Frederik.
- Prinsesse Benedikte og Prins Andreas af Sachsen-Coburg og Gotha.
- Prins Joachim og prinsesse Marie af Danmark.
- Prins Edward af Storbritannien og hans kone Sophie, grevinde af Wessex.
- Prinsessan Takamado.
- Charlène af Monaco.
- Guillaume af Luxembourg & Stéphanie af Luxembourg.
- Prinsesse Christina, fru Magnuson og Tord Magnuson.
- Prinsesse Désirée af Sverige & Niclas Silfverschiöld.
- Gunnila Bernadotte af Wisborg.
- Marianne Bernadotte.
- Kronprins Pavlos af Grækenland med gemål.
- Sofia Hellqvist.
- Rigsmarskalen Svante Lindqvist med hustruen Catharina.
- Per Westerberg med hustru Ylwa Westerberg.